# 鼓岭隙蛛
鼓岭隙蛛（学名：Coelotes kulianganus）为暗蛛科隙蛛属的动物。在中国大陆，分布于福建等地。该物种的模式产地在福建。